# Achillea arabica
Achillea arabica là một loài thực vật có hoa trong họ Cúc. Loài này được Kotschy mô tả khoa học đầu tiên năm 1866.